# Fissidens waiensis
Fissidens waiensis là một loài Rêu trong họ Fissidentaceae. Loài này được Beever mô tả khoa học đầu tiên năm 1999.